# Хиль Пинто, Иван
Иван Хиль Пинто (исп. Yván Gil Pinto; род. 15 августа 1972, Маракай, Венесуэла) — венесуэльский государственный и политический деятель, министр иностранных дел с 6 января 2023 года. До этого занимался в МИД Венесуэлы европейским направлением. Ранее занимал должность министра сельского хозяйства Венесуэлы.

## Биография
Иван Хиль Пинто родился 15 августа 1972 года в Маракай, Венесуэла. В 1995 году окончил факультет сельскохозяйственного машиностроения маракайского филиала Центрального университета Венесуэлы. Его отец Фредди Хиль был деканом факультета агрономии этого же вуза, первым президентом Венесуэльской аграрной корпорации. Иван Хиль пошел по стопам отца — после окончания учёбы остался преподавать в своем университете — был профессором механизации сельского хозяйства. Одновременно он проходил стажировки на крупных фермах венесуэльских производителей, и до 2013 года возглавлял Национальный институт сельскохозяйственных исследований (INIA).
Во время учёбы в университете Иван Хиль стал активистом студенческого левого объединения «Unidad 77». Затем вступил в Единую социалистическую партию Венесуэлы. С 2008 по 2013 год он был заместителем министра сельского хозяйства и землепользования. 21 апреля 2013 года в эфире национального телевидения был назначен президентом Николасом Мадуро главой министерства сельского хозяйства. В сентябре 2014 года в результате перестановок в правительстве он уступил министерское кресло Хосе Луису Берротерану, но уже меньше, чем через год — 9 июня 2015 года — вернулся на эту должность до января 2016 года.
С 2017 по 2021 год он занимал пост заместителя министра иностранных дел, специализировался на европейском направлении. В 2021—2022 годах возглавлял дипмиссию Венесуэлы в Европейском Союзе в Брюсселе. 20 июня 2022 года вернулся на предыдущее место работы в МИД страны, а в январе 2023 года было объявлено, что он возглавит МИД Венесуэлы.